# Tôm vỗ xanh
Tôm vỗ xanh, tên khoa học Parribacus antarcticus, là một loài tôm vỗ trong họ Scyllaridae. Chúng được gọi bằng tên phổ biến trong tiếng Hawaii là ula-pehu và ula-pápapa.

## Mô tả

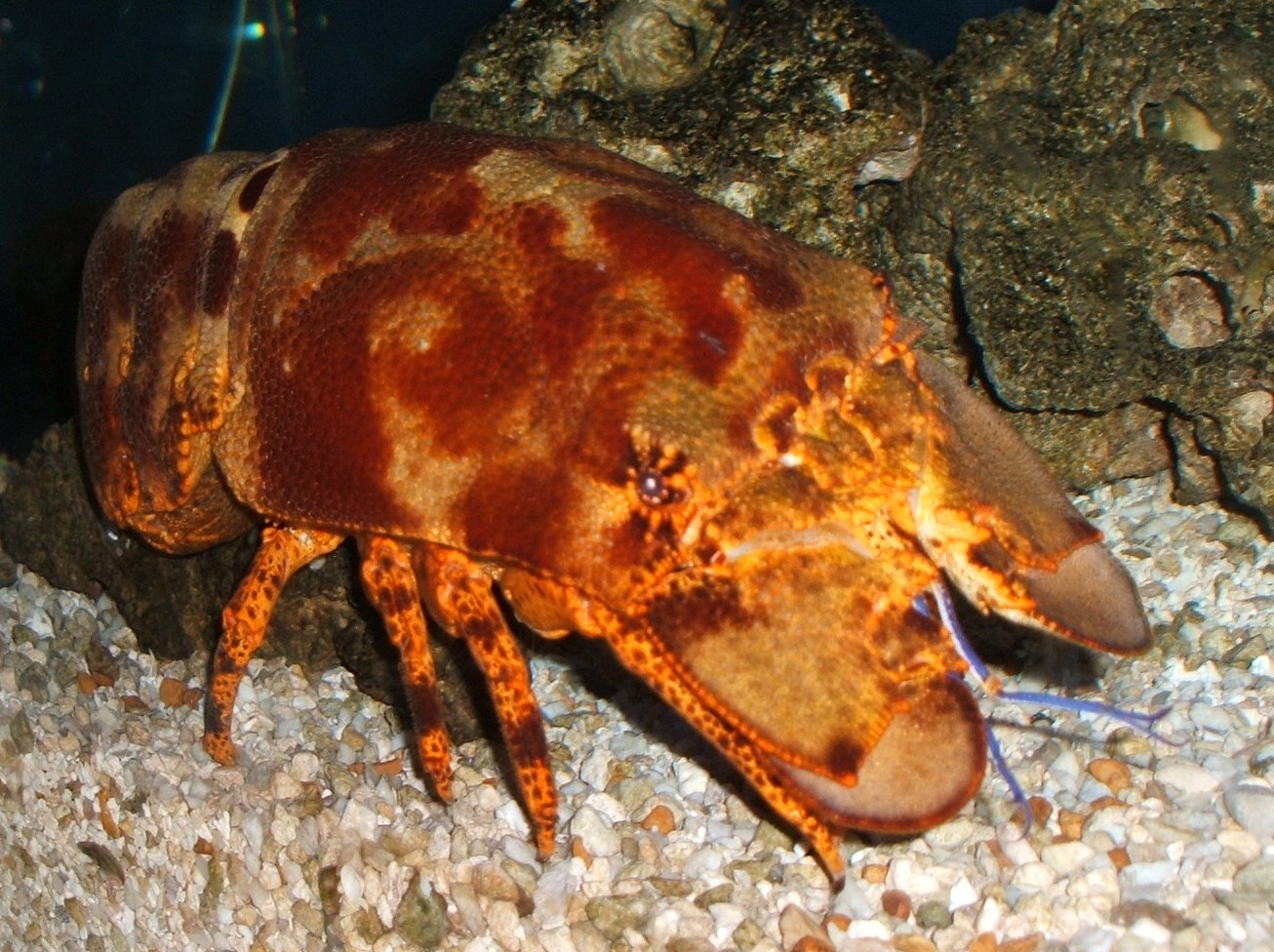
Parribacus antarcticus, tại Sở thú Washington

P. antarcticus có thể đạt đến chiều dài khoảng 20 cm ở con đực, nhưng thường chỉ là từ 12 đến 15 cm. Chúng có màu hơi vàng, lốm đốm với các mảng màu nâu và đen, trong khi phần mõm và rìa có màu tía. Loài này có thân hình khá dẹt, mặt lưng phủ đầy gai và lông ngắn. Rìa bên có những chiếc răng lớn có dải màu vàng, cam và tím nhạt. Ở bụng một số rãnh ngang rộng, chỉ có một vài sợi lông hoặc nốt sần. Đôi mắt nhỏ nằm bên trong quỹ đạo không đóng ở rìa trước của mai.

## Phân bổ
P. antarcticus phân bố dọc theo bờ biển phía tây Đại Tây Dương từ Florida đến phía bắc Brazil, dọc theo bờ biển phía nam châu Phi ở Ấn Độ Dương, ở Hawaii và Polynesia ở Nam Thái Bình Dương.

## Môi trường sống
Loài tôm vỗ xanh này là cư dân ở đáy biển. Môi trường sống của chúng là vùng nước nông của đầm phá và các rạn san hô hoặc đá biển, tốt nhất là có đáy cát, ở độ sâu 0 – 20 m.